# Laurids Skands
Laurids Skands, (født 4. maj 1885, død 15 oktober 1934), var en dansk skuespiller, manuskriptforfatter og filminstruktør.

## Filmografi
- Eskimo (1930)
- Grænsefolket (1927)
- Kærligheds-Øen (1924)
- Morænen (1924)
- Livets Karneval (1923)
- Nedbrudte Nerver (1923)
- Pigen fra Sydhavsøen (1922)
- David Copperfield (1922)
- Store Forventninger (1922)
- Vor fælles Ven (1921)
- Hjerteknuseren (1919)
- Jefthas Datter (1919)
- Hans store Chance (1919)
- Den forelskede Gullaschbaron (1917)
- Klovnen (1917)
- Gloria (1916)
- Lyset og Livet (1916)
- Amors Spilopper (1916)
- Udenfor Loven (1916)
- Skildpadden (1915)
- Under Galgen (1915)
- Billedhuggeren (1915)
- Nattens Gaade (1915)
- Expressens Mysterium (1914)
- Kvinder (1914)
- Den store Operation (1913)
- Døvstummelegatet (1913)
- Staalkongens Villie (1913)
- Under Savklingens Tænder (1913)
- Pressens Magt (1913)
- Giftslangen (1913)
- Kærlighedens Hævn